# Nguyễn Hữu Cảnh
Nguyễn Hữu Cảnh (1650-1700?) est un mandarin militaire de la dynastie Nguyễn au Viêt Nam. Il est né dans le district de Lệ Thủy, province de Quảng Bình. À partir de 1698, Nguyễn Hữu Cảnh établit la souveraineté territoriale du Viêt Nam sur Saïgon qui était antérieurement rattaché au territoire du Cambodge.